# Michal Starec
Michal Starec (* 11. února 1977) je bývalý český fotbalista, obránce. 

## Fotbalová kariéra
V české lize hrál za FK Viktoria Žižkov. Nastoupil v 15 ligových utkáních.V nižších soutěžích hrál za SC Xaverov Horní Počernice.

## Ligová bilance
| Ročník                         | Zápasy | Góly | Klub                       |
| ------------------------------ | ------ | ---- | -------------------------- |
| Česká fotbalová liga 1995/1996 | -      | 0    | SC Xaverov Horní Počernice |
| Gambrinus liga 1999/2000       | 7      | 0    | FK Viktoria Žižkov         |
| Gambrinus liga 2002/2003       | 4      | 0    | FK Viktoria Žižkov         |
| Gambrinus liga 2003/2004       | 4      | 0    | FK Viktoria Žižkov         |
| CELKEM 1. česká liga           | 15     | 0    |                            |